# Грацилен морски паяк
Грацилните морски паяци (Nymphon gracile) са вид морски паяци от семейство Nymphonidae.
Таксонът е описан за пръв път от Уилям Елфорд Лийч през 1814 година.